# Pierre Hanon
Pierre Hanon (Bruxelles, 29 dicembre 1936 – 13 ottobre 2017) è stato un calciatore belga, di ruolo difensore.

## Palmarès

### Giocatore

#### Competizioni nazionali
- Campionato belga: 10

Anderlecht: 1954-1955, 1955-1956, 1958-1959, 1961-1962, 1963-1964, 1964-1965, 1965-1966, 1966-1967, 1967-1968
Club Bruges: 1972-1973
- Coppa del Belgio: 1

Anderlecht: 1964-1965